# Ponte della Scafa
Il ponte della Scafa o ponte di Tor Boacciana è un ponte sul fiume Tevere che unisce Ostia a Fiumicino; in particolare, è l'unico collegamento stradale tra il Lido di Ostia Ponente (Quartiere XXXIII del comune di Roma) e l'Isola Sacra che, dall'istituzione nel 1992 del comune di Fiumicino, è divenuta frazione di quest'ultimo. È anche il ponte sul Tevere più vicino alla foce nel mar Tirreno, dalla quale dista in linea d'aria circa 4 km.

## Storia
Alla fine del secolo XIX, fino alla bonifica delle paludi dell'agro romano ad opera di braccianti ravennati nel 1884, le sponde del Tevere all'altezza di Isola Sacra furono collegate da una barca manovrata da un ristoratore locale di nome Tancredi Chiaraluce, al quale venne poi intitolata una via nella zona; l'imbarcazione era popolarmente detta «la scafa», da cui il nome sia del futuro ponte che di via della Scafa, la strada di circa 4 km che vi giunge provenendo dal lato nord dell'isola. Nel 1916 il servizio inaugurato da Chiaraluce lasciò il posto a due ponti a trave in ferro, costruiti da Paolo Orlando riutilizzando materiale proveniente dalla demolizione del ponte degli Alari a Roma: essi rimasero in uso fino al 1943, quando furono distrutti dalle truppe tedesche nei combattimenti che seguirono l'armistizio di Cassibile. L'attuale ponte fu progettato da Vito Camiz nel dopoguerra e inaugurato il 2 dicembre 1950. La vecchia denominazione «ponte di Tor Boacciana» sopravvive nell'odonomastica locale in via del Ponte di Tor Boacciana, la strada che lo collega all'omonima torre medioevale sita un centinaio di metri a valle, sulla riva sinistra.
Al 15 febbraio 2018 risale l'assegnazione da parte di Roma Capitale dell'appalto per la costruzione di un nuovo viadotto stradale a due corsie per senso di marcia, lungo complessivamente 2,1 km, che dovrebbe scavalcare il Tevere immediatamente a valle del ponte attuale: il "nuovo ponte della Scafa", come è stato provvisoriamente battezzato il progetto in quel tratto, avrebbe una lunghezza di circa 285 metri.